# Cyprian Ekwensi
Cyprian Odiatu Duaka Ekwensi (n. 26 septembrie, 1921 – d. 4 noiembrie, 2007) a fost un scriitor nigerian, autor de nuvele și literatură pentru copii.
Este considerat întemeietorul romanului realist modern de limbă engleză în Africa de Vest.
În opera sa, a evocat în stil patriarhal atmosfera vieții rurale și contradicțiile colonialismului.

## Opera
- 1954: Orășenii ("People of the City");
- 1961: Jagua Nana;
- 1962: Iarba pârjolită ("Burning Grass");
- 1947: Când dragostea șoptește ("When Love Whispers");
- 1947: Ikolo luptătorul și alte povestiri Ibo ("Ikolo the Wrestler and Other Ibo Tales");
- 1950: Gheara leopardului ("The Leopard's Claw");
- 1965: Vraciul aducător de ploaie și alte povestiri ("The Rainmaker and Other Stories").

1. ↑  Autoritatea BnF, accesat în 10 octombrie 2015
2. ↑  Dictionary of African Biography